# Pogonomyrmex californicus
Pogonomyrmex californicus är en myrart som först beskrevs av Buckley 1867.  Pogonomyrmex californicus ingår i släktet Pogonomyrmex och familjen myror. Inga underarter finns listade i Catalogue of Life.

## Bildgalleri

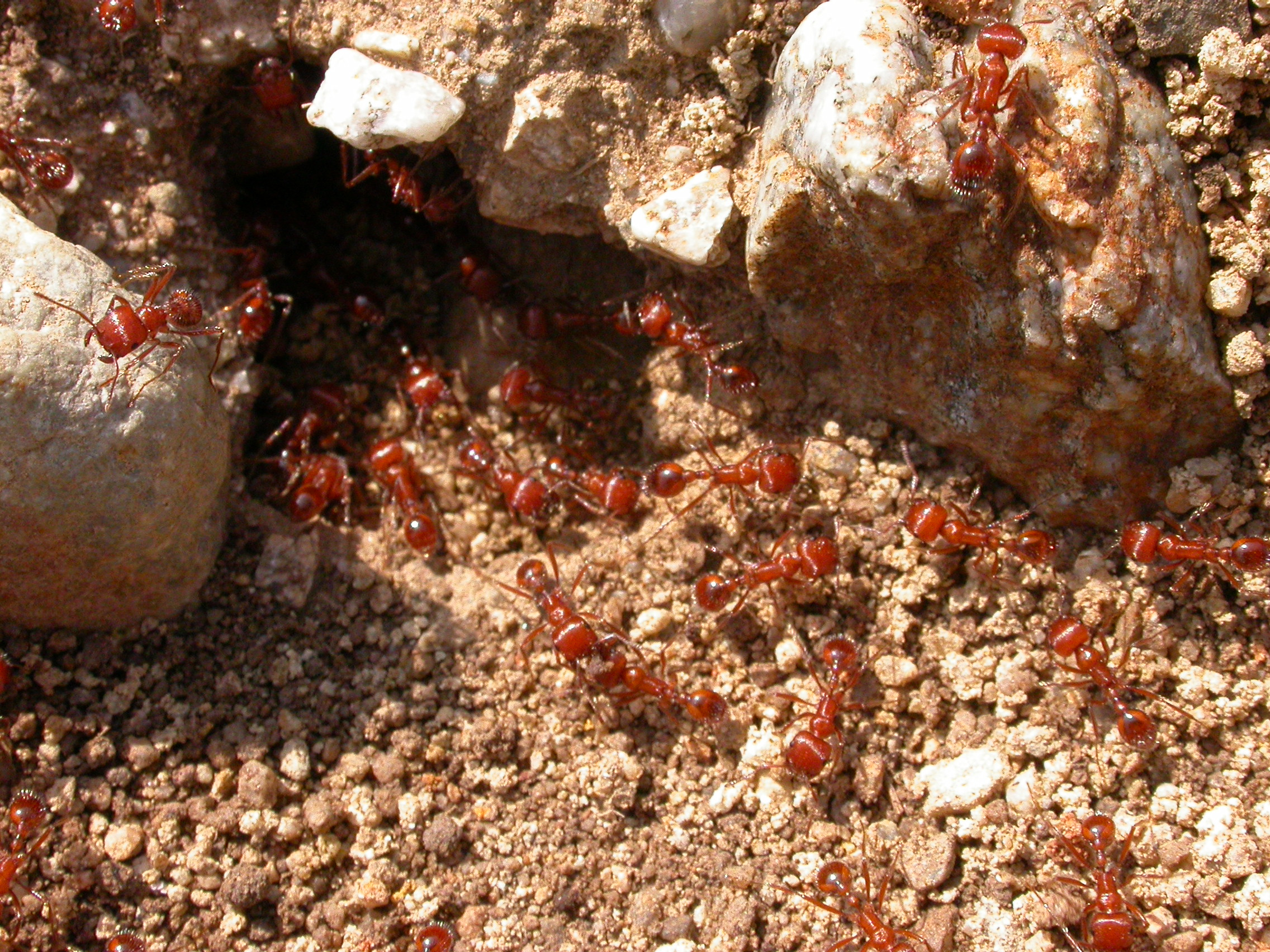
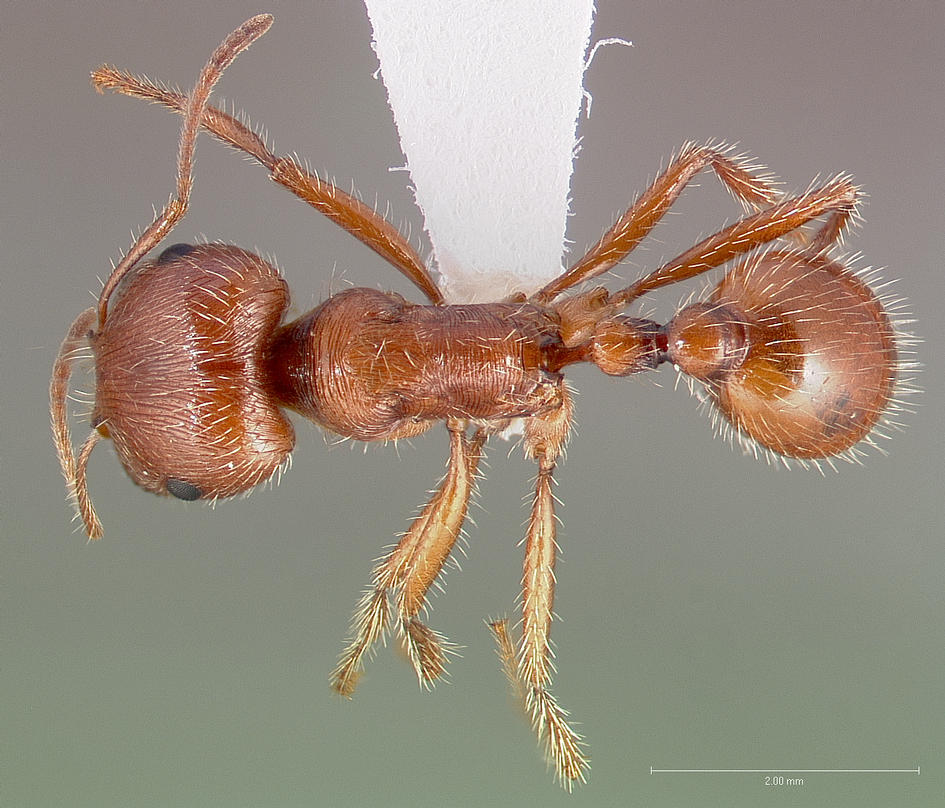
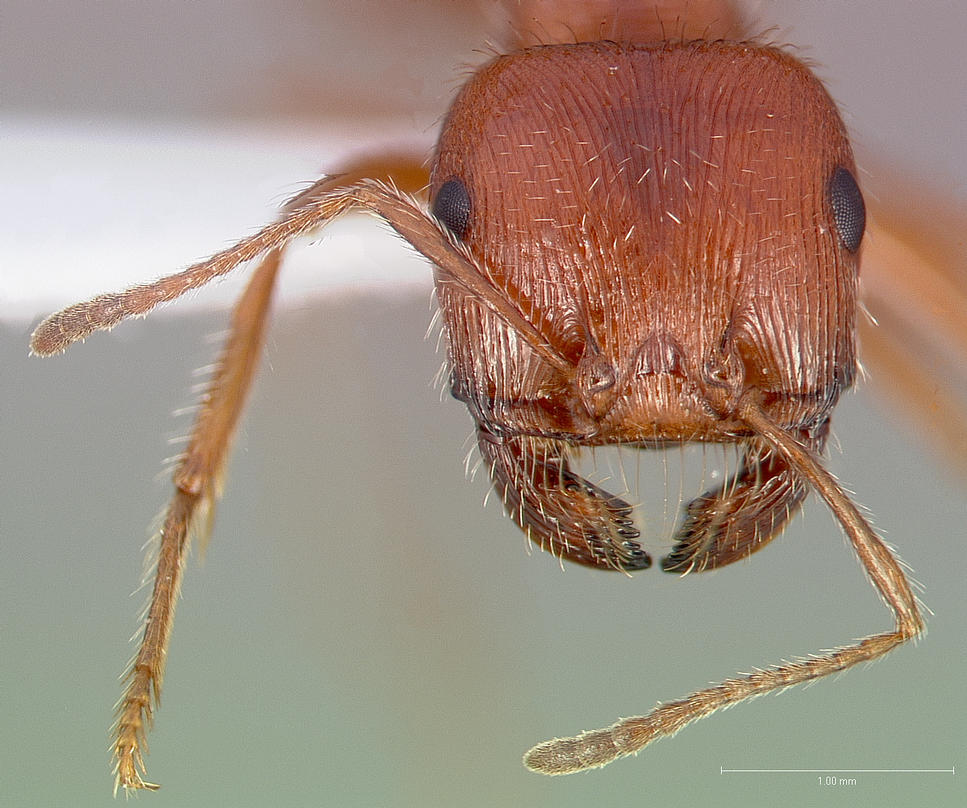
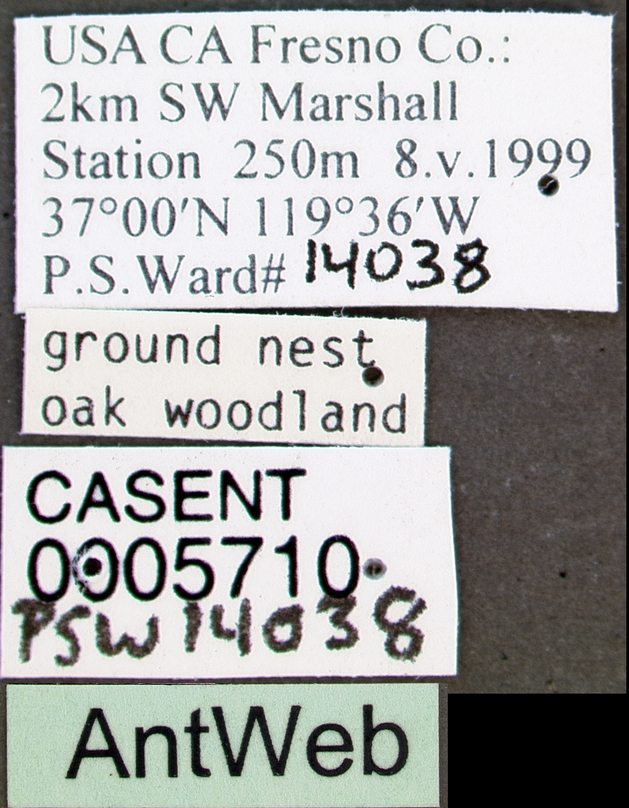
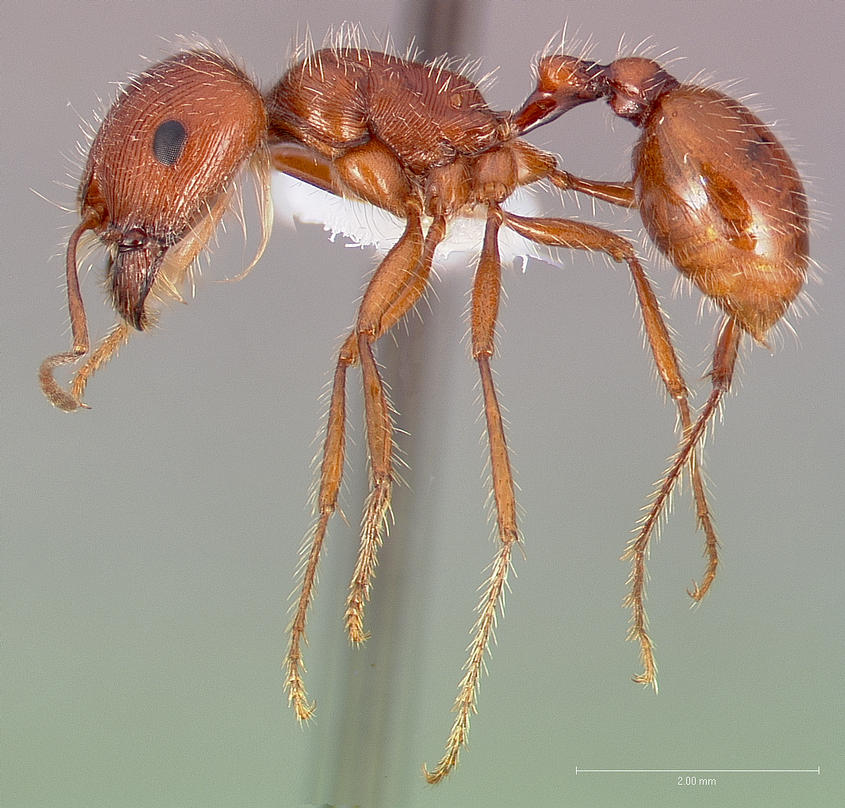
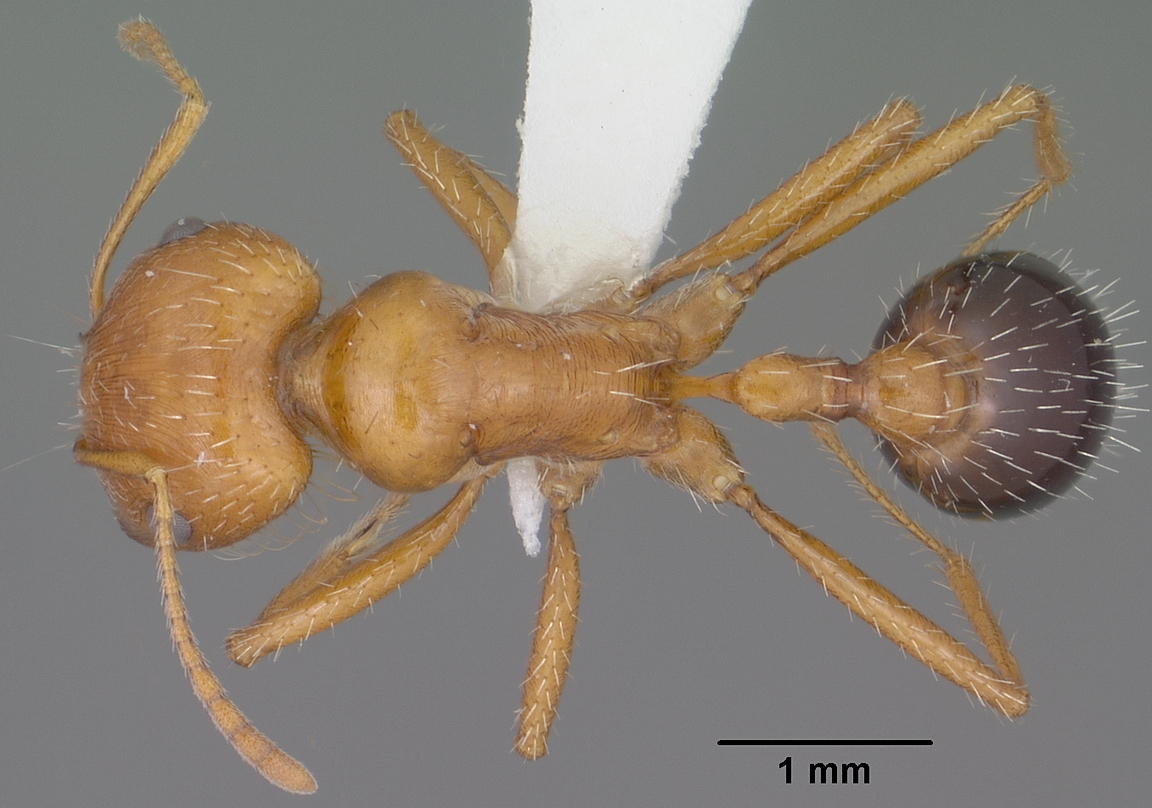